# Lausavísa
Lausavísa (flertal Lausavísur) betegner indenfor norrønt- og senere Islandsk-poesi, en enkelt-strofe komposition, eller et sæt af strofer som ikke er forbundne i et fortællemæssigt eller tematisk forløb.
Lausavísur er ofte introduceret i sagaerne med ordene: "þa kvað" (så sagde).